# Central Tèrmica de Foix
La central tèrmica de Foix va ser una instal·lació termoelèctrica de cicle convencional situada al municipi de Cubelles, al sud de la província de Barcelona.

## Història
La construcció de la central va iniciar-se al 1975 i l'únic grup existent es va connectar a la xarxa durant el 1979. El disseny del grup podia utilitzar indiferentment combustible de fueloil de baix índex de sofre i gas natural.
Emplaçada en un terreny d'onze hectàrees a 1,5 km del nucli urbà, funciona amb gas natural o fuel, o ambdós combustibles simultàniament; el grup turboalternador té una potència de 520 MW. Fou construïda per Tèrmiques del Besòs, SA (Terbesa), societat formada en un 50% per Enher i un 50% per Hidroelèctrica de Catalunya, SA, posteriorment integrades a Endesa. A partir de l'agost del 2010 només funcionà en moments de màxima demanda i de restriccions en el subministrament elèctric habitual.
L'encariment dels preus de cru juntament amb el desenvolupament de tecnologies de generació d'energia més eficients (cicles combinats) va fer que la central fos molt rarament utilitzada, tot i que encara operava en períodes punta de demanda i per resoldre altres situacions de restriccions en el transport elèctric.
Al juny del 2015 l'empresa anuncià el desmantellament gradual de la central al llarg d'un període màxim de quatre anys, decisió que justificà per l'excés de potència instal·lada i el desenvolupament de tecnologies de més rendiment. El juny de 2019, amb la central totalment desmantellada, s'inicià un procés de restauració de l'entorn.